# Aleksandr Izosimow
Aleksandr Władimirowicz Izosimow (ros. Александр Владимирович Изосимов, ur. 17 listopada 1939 w Krasnodarze, zm. 30 października 1997) – rosyjski bokser walczący w reprezentacji Związku Radzieckiego, mistrz Europy z 1965.
Walczył w wadze ciężkiej (ponad 81 kg). Zdobył w niej złoty medal na mistrzostwach Europy w 1965 w Berlinie po wygraniu trzech walk, w tym w finale z Kiriłem Pandowem z Bułgarii. Zwyciężył również w Mistrzostwach Armii Zaprzyjaźnionych w 1966 w Budapeszcie. Na kolejnych mistrzostwach Europy w 1967 w Rzymie przegrał w ćwierćfinale z Peterem Boddingtonem z Anglii.
Był pięciokrotnie mistrzem ZSRR w wadze ciężkiej: w 1959, 1964, 1965, 1966 i 1967, a także wicemistrzem w 1963 i brązowym medalistą w 1969. 
Zmarł w 1997, pochowany jest na cmentarzu w Krasnodarze.